# Bjarnarfjörður

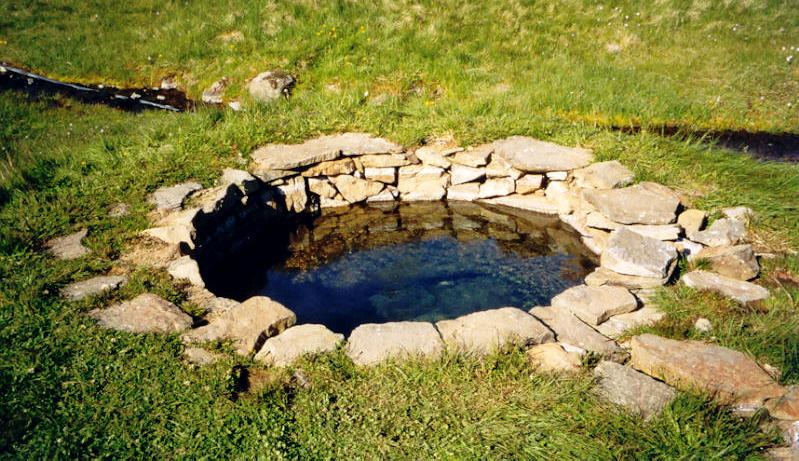
La vasca della sorgente Gvendarlaug

Bjarnarfjörður (in lingua islandese: Fiordo di Björn) è un fiordo situato nella parte orientale della regione dei Vestfirðir, i fiordi occidentali dell'Islanda.

## Descrizione
Il Bjarnarfjörður è un fiordo che si apre nella baia di Húnaflói, nella parte orientale dei Vestfirðir. È situato a nord del Steingrímsfjörður e del villaggio di Drangsnes, l'unica area urbana nel territorio comunale di Kaldrananeshreppur.
Il fiume Bjarnarfjarðará che percorre la valle, è un buon posto per la pesca alla trota e al salmerino; raccoglie le acque dell'altopiano Trékyllisheiði e va a sfociare nel fiordo.
A Kaldrananes, nella parte sud del fiordo, si trova la fattoria Kirkjustaðurinn (fattoria della chiesa) e la chiesetta, dedicata alla Beata Vergine, all'arcangelo Michele e a san Thorlak; la chiesa è stata costruita nel 1851 e contiene mobilio del XVIII secolo. Nel 2000 sono cominciati i lavori di restauro, partendo dal muro di pietra che circonda il cimitero.

## Reperti archeologici
L'attuale Hotel Laugarhóll era in origine la scuola del villaggio. A fianco si trova Gvendarlaug, una piccola vasca circolare contornata da muretti in pietra in cui sgorga acqua termale calda; la storica vasca fu fatta costruire all'inizio del XIII secolo dal vescovo Guðmundur góði Arason, che ha consacrato l'acqua di una vasca più antica posta a fianco di quella attuale.
Nelle vicinanze della vasca si può visitare la "Kukbýli kuklarans", la casa della strega, che costituisce una delle tappe del museo all'aperto sulla stregoneria islandese Galdrasýning á Ströndum.

## Agricoltura
L'importanza dell'agricoltura è andata gradatamente diminuendo nel fiordo e attualmente sono rimaste in funzione solo due fattorie, a Odda e a Kaldrananes.
Dato il clima relativamente favorevole, nel fiordo è in corso un importante progetto di rimboschimento.

## Storia
Secondo il Landnámabók, lo storico libro degli insediamenti, la denominazione del fiordo deriva dal nome del colono Björn o Þorbjörn. La sua genealogia non riportata nel libro, ma sappiamo che sua moglie si chiamava Ljúfa e il figlio Svanur; la famiglia si insediò a Svanshóll.

## Accessibilità
Due strade percorrono la parte meridionale del Bjarnarfjörður. La più diretta, verso est, passa attraverso le colline di Bjarnarfjarðarháls. L'altra fa il giro della sponda settentrionale dello Steingrímsfjörður e passa per Drangsnes, permettendo di vedere numerose piccole spiagge. I direzione nord, la strada va verso Kaldbaksvík e permette di raggiungere rapidamente il minuscolo villaggio di Árneshreppur, dove sono state costruite delle residenze estive sulla costa.